# Najdi arapski
Najdi arapski (ISO 639-3: ars), jedan od arapskih jezika kojim se služi blizu 10 milijuna ljudi, od čega 8 000 000 u Saudijskoj Arabiji, a ostali u Iraku (900 000), Siriji (500 000) i Jordanu (50 000)
Postoji više dijalekata, to su sjeverni (plemena Shammari, Bani Khaalid, Dafiir), centralni (Rwala, Haayil, Al-Qasiim, Sudair, Riyadh, Hofuf, Biishah, Najraan, Wild ’Ali, ’Awaazim, Rashaayda, Mutair, ’Utaiba, ’Ajmaan) i južni (Aal Murrah, Najran).

## Vanjske poveznice
- Ethnologue (14th)
- Ethnologue (15th)